# جوزيف س. ماكونيل
جوزيف س. ماكونيل (بالإنجليزية: Joseph C. McConnell)‏ هو طيار اختبار وضابط أمريكي، ولد في 30 يناير 1922 في دوفر في الولايات المتحدة، وتوفي في 25 أغسطس 1954 في قاعدة إدواردز الجوية في الولايات المتحدة.